# Románné Goldzieher Klára
Románné Goldzieher Klára (Budapest, 1881. december 24. – Baden bei Wien, 1962. augusztus 8.) magyar textilművész, grafológus.

## Életútja
Goldzieher Vilmos szemorvos és egy földbirtokos lánya, Freund Berta gyermekeként született. Édesapja a híres orientalista, Goldziher Ignác unokafivére volt (a család egyik ága a héber betűírás szerinti, e nélküli vezetéknév-változatot használta). Két évvel fiatalabb öccse, Goldzieher Miksa apjukhoz hasonlóan orvos lett; 1925-ben családjával együtt New Yorkban telepedett le.
Goldzieher Klára még húszéves sem volt, amikor házasságot kötött Román Aurél műszaki vállalkozóval, aki az Andrássy út 43. sz. alatti házban lakott, abban az épületben, ahol a híres Japán kávéház is működött. Román idővel banktisztviselő, majd részvénytársasági igazgató lett. A házaspárnak nem született gyermeke, noha nagyon szerettek volna. Többször költöztek; utolsó fővárosi lakásuk a Csáky (ma Hegedűs Gyula) u. 14. sz. alatt volt.
Román Aurélt 1944. október 20-án a nyilasok sáncmunkára hurcolták, majd novemberben Komáromból nyugati irányban deportálták, ahol nyoma veszett. A hivatalos iratok halálának időpontjaként 1944. december 15-ét említik. Románné óriási  szerencsével megmenekült a budapesti gettóból, majd korábban kivándorolt öccséhez hasonlóan az USA-ban talált új otthonra.

## Textilművészeti tevékenysége
Goldzieher Klárát kezdetben a festészet érdekelte, majd a textilművészet felé fordult. A német nyelvű Pester Lloyd 1912. augusztus 10-i számában  „Batik” címmel jelent meg cikke, amire címoldalán is hivatkozott a lap. A Magyarországon addig kevéssé ismert batikművészet és -technológia meghonosításában meghatározó szerepet játszott. 1913-ban két neves iparművésszel, Kozma Lajossal és Lakatos Artúrral megalapította a Budapesti Textilművészeti Műhelyt, amelynek székhelye saját Csáky utcai lakása volt.
Ugyanebben az évben közös kiállításon vett részt az Ernst Múzeumban. A Nyugat és a Magyar Iparművészet című folyóiratok kiállításról szóló beszámolójukban egyaránt kiemelték ízléses batikmunkáit. 1914-ben Románné holland tanulmányúton szerzett további művészeti ismereteket.

## A magyar grafológia nagyasszonya
Madzsar Józsefné Jászi Alice-t  általában mozdulatművészként, koreográfusként, táncpedagógusként, a hazai gyógytorna alapjainak megteremtőjeként ismerik, de kézíráselemzéssel is aktívan foglalkozott és úgy gondolta, hogy ezt tudományos igénnyel kell művelni. Ő vezette be a grafológia világába a pszichológia iránt is érdeklődő Románnét, aki ugyanilyen szemlélettel látott neki a kézírások vizsgálatának.
Románnét a hazai grafológia nagyasszonyaként is emlegetik, nem véletlenül. Megteremtette az íráskutatás tudományos alapjait; kutatta a beszéd és a kézírás kapcsolatát, vizsgálta sérült emberek írását, balkezesek írását, integrálta az írásvizsgálatot az ikerkutatásba és az öröklődéskutatásba. Kutatásainak eredményeit tanulmányokban, tudományos folyóiratokban adta közre.
Közreműködött egy írásvizsgálati mérőeszköz kidolgozásában (grafodyn).
Részt vett az íráskutatás intézményi-szervezeti kereteinek létrehozásában is: a Magyar Írástanulmányi Társaság, valamint az Íráskutató Intézet alapítói, illetve tisztségviselői között volt.
Magyar nyelvű könyvei – Írás és egyéniség (1926, Révai), Ki vagy? Megmondja az írás – A grafológia kézikönyve (1944, Béta Irodalmi Rt.) – ma is jelen vannak a könyvpiacon és az íráselemzés iránt érdeklődők könyvespolcán.

## Újrakezdés Amerikában
Románné hatvanhat évesen kényszerült új életet kezdeni New Yorkban. Grafodyn mérőeszköze és szakmai tudása ismét sikeres grafológussá tette, tudományos kutatói környezetben dolgozhatott, egyebek között a New School for Social Research előadójaként  tevékenykedett. Miután 1952-ban angolul is könyve jelent meg a grafológiáról (Handwriting, a key to personality), az USA legjelesebb grafológusai között tartották számon. Újabb nagy merítésű művét, a grafológia enciklopédiáját már nem tudta befejezni.

## Halála és emléke

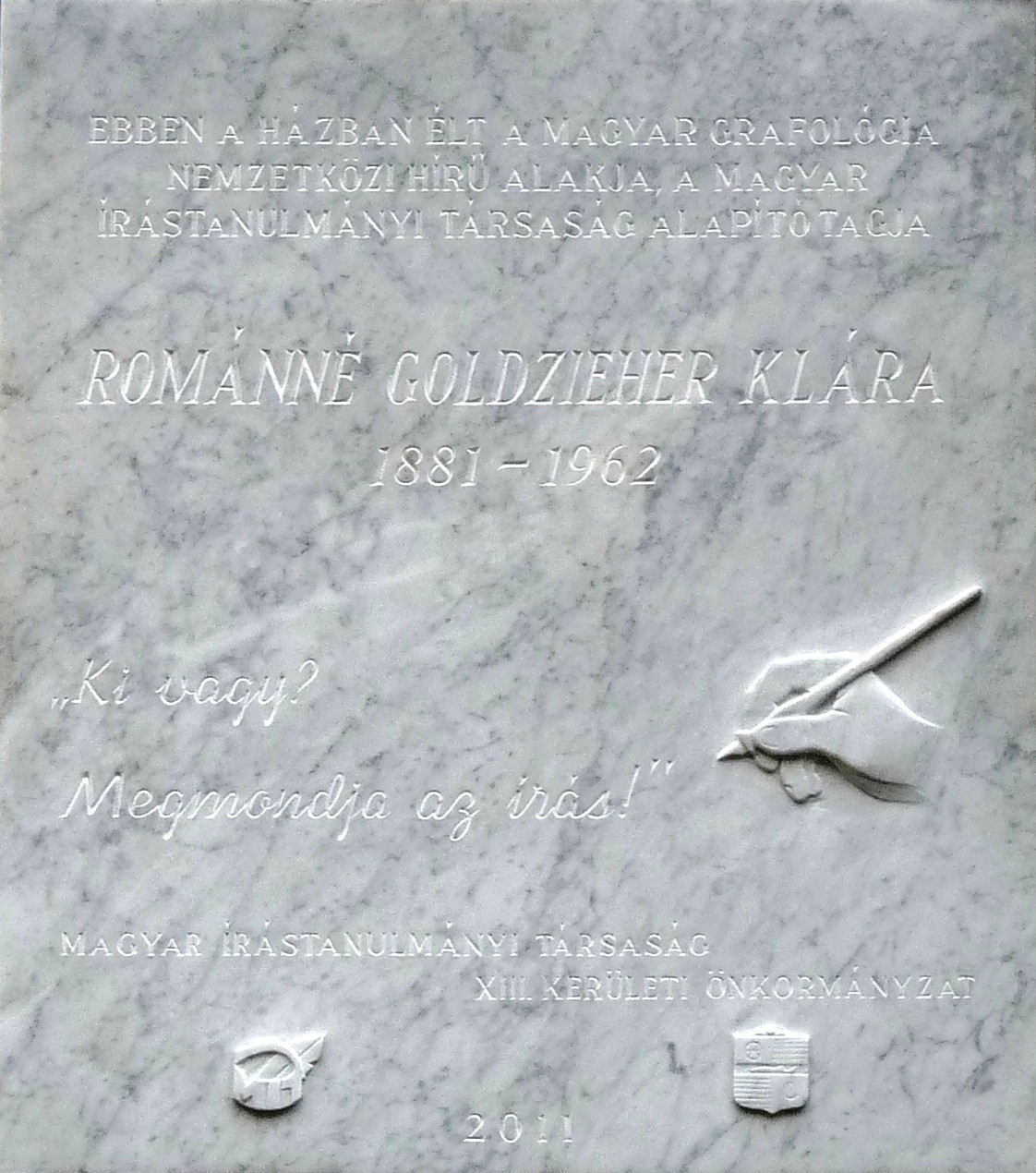
Románné Goldzieher Klára 2011-ben felavatott emléktáblája egykori lakóhelye épületének falán, a Bp. XIII., Hegedűs Gyula u. 14-ben

1962 tavaszán egészségi állapota megromlott, ezért a Bécs melletti Badenbe, egy kastélyszállóba utazott gyógykezelésre. Itt hunyt el tüdőembóliában 1962. augusztus 8-án, reggel 7 órakor, életének 81. évében.
Nyughelye sokáig ismeretlen volt a magyar grafológusszakma számára, ám Urbán József mérnök-grafológus 2011-ben végzett kutatómunkája nyomán kiderült, hogy Románné hamvait a bécsi Feuerhalle Simmering temető  ML 169/1-es kolumbáriumhelyén helyezték örök nyugalomra.
Emléktáblája Románék utolsó pesti lakhelyén, a XIII. kerületi Hegedűs Gyula u. 14. sz. épület falán található, a Magyar Írástanulmányi Társaság akkori elnöke, Pálmai Anna kezdeményezésére 2011-ben helyezték el.

## Publikációi
- Goldzieher Klára: Írás és jellem, 1925
- Románné Goldzieher Klára: Írás és egyéniség. Grafológia, Révai Kiadás, Budapest, 1926, 192 pp.
- Románné Goldzieher Klára: Vajda János kézírása, Nyugat, 1926, 22. szám, 785–789. pp.
- Klara Goldzieher Roman: Untersuchungen über die Schreibegeschwindigkeit und ihre Hemmungen, Nachrichtendienst für Charakterologie, vol. 6. No. 1, 1927
- Románné Goldzieher Klára: A hibásbeszédűek írása, Magyar Gyógypedagógia, vol. 4, No. Egyetemi Nyomda, Budapest, 1928

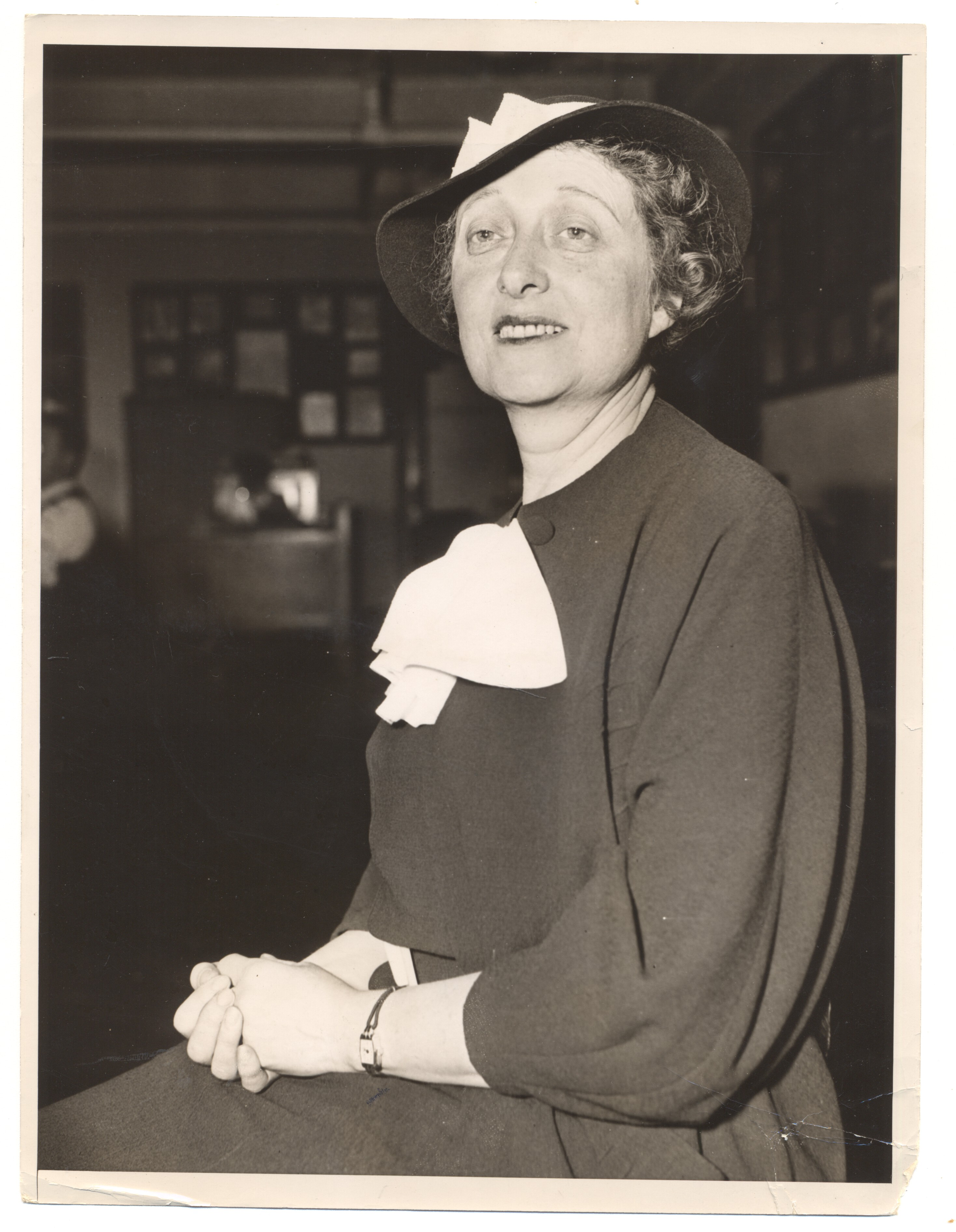
Fotó Románné Goldzieher Kláráról 1935-ös amerikai látogatása alkalmából, Urbán József gyűjteményéből.

- Kurt Lewin – Klara Goldzieher Roman: Das allgemeinmotorische Verhalten den Stotterers, Institut für Psychologie der Berliner Universität, 1929 (nem került publikálásra)
- Theodor Flatau – Klara Goldzieher Roman: Die graphologische Beurteilung der Stottererhandschriften, Die Medizinische Welt, No. 25, Berlin, 1929
- Klara Goldzieher Roman: Untersuchungen über die Schrift der Stotterer, Stammler und Polterer, Zeitschrift für Kindeforschung, vol. 35, 1929, 116-139. old
- Klara Goldzieher Roman: Graphodyn, Zeitschrift für angewandte Psychologie, No. 11, Berlin, 1931, 23-33. pp.
- Románné Goldzieher Klára: Az íráskutatás irányelvei és a Graphodyn és alkalmazási lehetősége, Magyar Pszichológiai Szemle, 1933. 6. kötet, 3-4. szám, 104-115. pp.
- Német Péter – Románné Goldzieher Klára: Züllött fiatalkorúak egyéniségének megállapítása írásaik vizsgálata alapján: alkalmazott kriminológia és grafológia, Magyar Gyógypedagógia, Árpád Ny., Kalocsa, 1933, 12 pp.

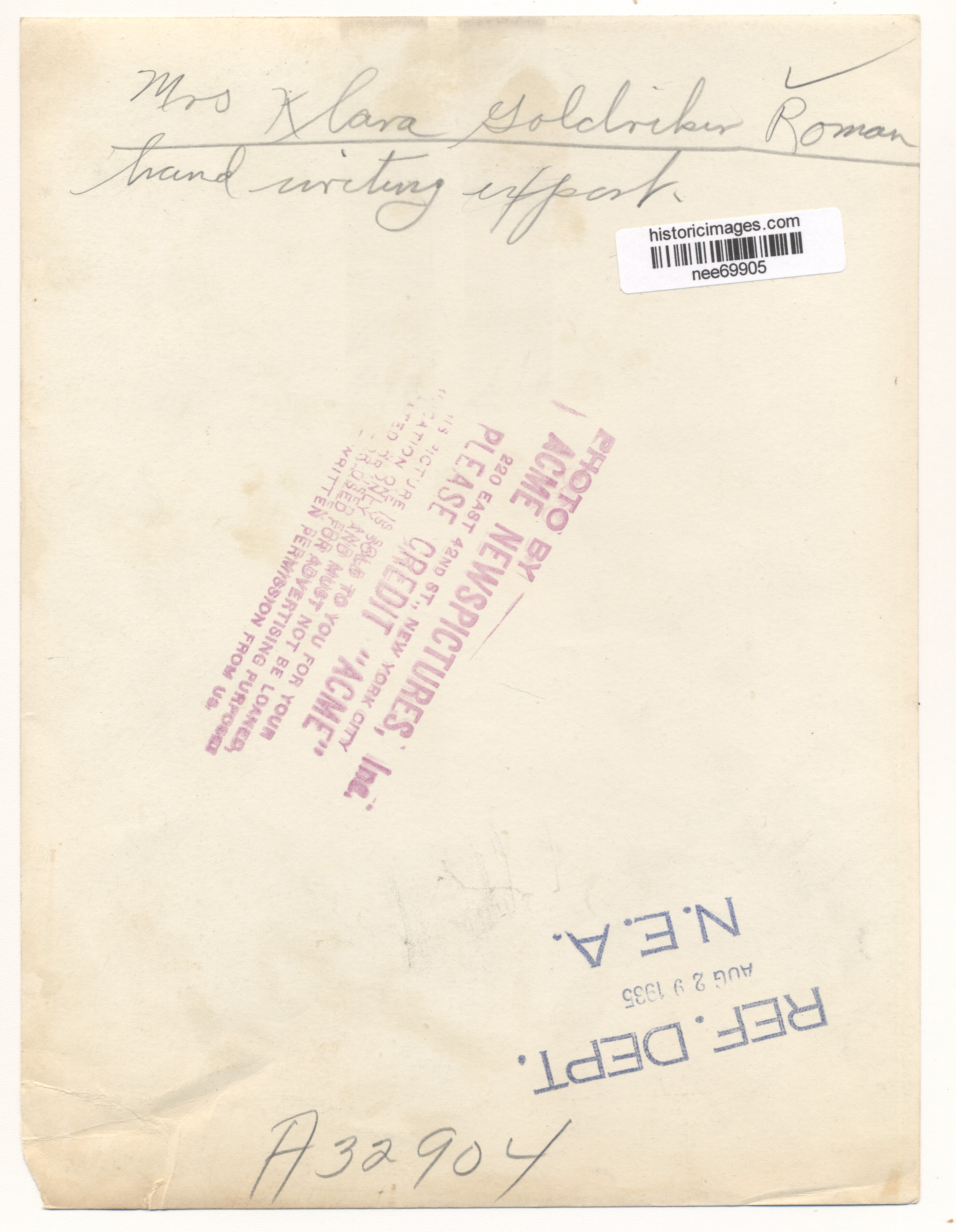
A Románnéról készült 1935-ös kép hátoldala.

- Erich Feuchtwanger – Klara Goldzieher Roman: Untersuchungen an der Schrift und am Schreiben Hirnverletzten, In: Beircht über die 1. Verhandlung de 4. Kongress der Internationalen Gesellschaft für Logopädie und Phoniatrie, Wien, 1933, 33 pp.
- Románné Goldzieher Klára: Az írás kísérleti vizsgálata, A jövő útjain, No. 2, 1934
  - 1. Az írássebesség- és nyomás fejlődése a 11-18 éves korban
- Erich Feuchtwanger – Klara Goldzieher Roman: Handschriftenuntersuchungen an Hirnverletzten, Veränderungen der Schrift durch umschriebene Hirnfunktionsstörungen, Schweizer Archiv für Neurologie und Psychiatrie, vol.34, No.1, 1934, 38-68. pp.
- Klara Goldzieher Roman: Studien zur Schriftentwiklung, Die Schrift, vol. 1, No. 5, 1935
- Klara Goldzieher Roman: Studies on the Variability of Handwriting: The Development of Writing Speed and Point Pressure in School Children, Journal of Genetic Psychology, 49, 1936, 139-160. pp.
- Klara Goldzieher Roman: Untersuchungen der Schrift von hirnverletzten Kriegsveteranen, Die Schrift, vol. 3, 1937, 128-139. pp.
- Románné Goldzieher Klára: A balkezesség, Örökléstudományi füzetek, Magyar Psychologiai Társaság, Eggenberger-Rényi, 1938, 28 pp.
- Románné Goldzieher Klára: A balkezesség, Magyar Paedagogia, 1939, 209-211. pp.
- Románné Goldzieher Klára: A jobb- és balkezesség szerepe az ikrek írásában, Magyar Pszichológiai Szemle, 15. kötet, 1942. 1-4.szám, 64-68. pp.
- Románné Goldzieher Klára: Ki vagy? Megmondja az írás. A grafológia kézikönyve, Béta Irodalmi Rt., Budapest, 1944, 356 pp.
- Klara Goldzieher Roman: Untersuchungen der Schrift und des Schreibens von 283 Zwillingspaaren, Schweizerische Zeitschrift für Psychologie und ihre Anwendungen, 6 (suppl), 1945, 29-55. pp.
- Románné Goldzieher Klára: Ember – Jellem – Írás (Balázs Dezső – Hajnal Richárd), Magyar Pszichológiai Szemle, 16. kötet, 1947. 1-2. szám, 62-63. pp.
- Louis A Gottschalk – Herman N. Serota – Klara Goldzieher Roman: Handwriting in Reheumatoid Arthritics, Psychomatic Medicine, vol 11, No. 6, 1949, 354-360. pp.
- Klara Goldzieher Roman: Tension and Release: Studies of Handwriting with the Use of the Graphodyne, Personality Symposium, No. 2, 1950, 51-61. pp.
- Klara. G. Roman: Handwriting. A key to Personality, Pantheon Books Inc., New York, 1952, 1972, 382 pp.
- Fritz Flückiger – Klara Goldzieher Roman: Über die amerikanische Handschrift, Ausduckskunde, Bern, 1955
- Klara Goldzieher Roman – George W. Staempfli: Das Roman-Staempfli graphologische Psychogramm, Ausduckskunde, Bern, 1956
- Klara G. Roman: Psychographology in Criminal Investigation, In: Crime in America (ed. Herbert A. Block ), Sience, 21 November 1958, 1285-1288. pp.
- Kara G. Roman: Handwriting and Speech: A Study of the Diagnostic Value of Graphics Indices for the Exploration of Speech Disorders, Logos – Bulletin of the National Hospital for Speech Disorders, New York, 1959
- Klara G. Roman: Handwriting analysis workshop unlimited, Handwriting Analysis Unlimited, AHAF, Campbell CA, 1959
- Klara G. Roman: Graphology; in Deutsch, Albert (Ed) – Fishman, Helen (Ed):. The Encyclopedia of Mental Health, vol II, New York, Franklin Watts, 1963, 679-702 pp.
- Klara. G. Roman (Rose Wolfson – Maurice Edwards): Encyclopedia of the Written Word, Frederick Ungar Punlishing Cp., New York, 1968, 554 pp.

## Cikkek Románnéról
- Lelket mérő gép – Goldzieher professzor leányának nagyjelentőségű találmánya. Magyar Hírlap, 1932. július 3.
- Géppel grafologizál az első magyar törvényszéki írásszakértőnő. Magyar Hírlap, 1934-01-16 / 11. szám
- Románné Goldzieher Klára érdekes beszámolója a párizsi nemzetközi grafológiai kongresszusról. Ujság, 1937. november 10.